# Slag bij Puiflijk
De Slag bij Puiflijk was een gevecht nabij Puiflijk in het Nederlandse Land van Maas en Waal op 19 oktober 1794 tijdens de Eerste Coalitieoorlog tegen revolutionair Frankrijk.
De veldslag werd op drie plaatsen uitgevochten tussen Franse troepen onder bevel van generaal Pichegru en geallieerde troepen. Deze geallieerden bestonden uit troepen uit Groot-Brittannië en een Franse emigré-legermacht van de prins de Rohan. Ze stonden onder leiding van de Britse bevelhebber Frederik van York.
De geallieerden hadden zich verschanst in zogenoemde voorposten achter de Oude Wetering, de Maas- en de Waaldijk. Op 18 oktober 1794 staken de Fransen van Teeffelen tot bij Alphen (Luttereind) de Maas over. Ze vielen op 19 oktober op drie plaatsen de voorposten aan; bij Appeltern (Blauwe Sluis), Altforst en de Waaldijk bij Druten (Puiflijk).
Bij Blauwe Sluis werd de legermacht van de Rohan na felle gevechten teruggedrongen. Hierbij werden 19 emigré's gevangengenomen. Zij werden 21 oktober 1794 te Ravenstein door een Franse militaire rechtbank ter dood veroordeeld en geëxecuteerd. De Engelse krijgsmacht werd in grote wanorde verjaagd waarbij op de Waaldijk het vaandel van het 37ste regiment Engelse infanterie door de sansculotten werd buit gemaakt.

## Re-enactment
Op 10 augustus 2017 werd de Slag bij Puiflijk op kleine schaal nagespeeld door een team van re-enactors met hulp van bewoners van Puiflijk, als onderdeel van een breder evenement in het kader van het Omroep Gelderland-programma Zomer in Gelderland om het dorp op de kaart te zetten.
Nederlanden: Marquain · Rijsel (1792) · Jemappes · Namen (1792) · Maastricht (1793) · Breda · Aldenhoven (1793) · Neerwinden · Raimes · Famars · Aarlen · Valencijn · Duinkerke · Hondschote · Menen ·  Wattignies · Moeskroen · Tourcoing · Doornik · Erquelinnes · Gosselies · Ieper · Hooglede · Fleurus · Boxtel · Sprimont · Maastricht (1794) · 's-Hertogenbosch · Aldenhoven (1794) · Puiflijk · Nijmegen · Luxemburg · Den Helder · Camperduin

Rijnfront: Verdun · Thionville · Valmy · Mainz (1792) · Mainz (1793) · Vogezen/Tripstadt · Mainz (1795) · Amberg · Würzburg

Italiaans front: Genua · Hyères · Rovereto · Bassano · Montenotte · Dego · Lodi · Arcole · Rivoli

Overige fronten (Vendée, Spanje): Fontenay-le-Comte · Toulon · Cholet · Luçon · Truillas · Boulou · San Lorenzo · Santa Cruz · Kaap Sint-Vincent
West-Indië: Guadeloupe · Martinique